# Gastrocotyle macedonica
Gastrocotyle macedonica là loài thực vật có hoa trong họ Mồ hôi. Loài này được (Degen & Dörfl.) Bigazzi, Hilger & Selvi mô tả khoa học đầu tiên năm 2002.